# Samir Naqqash
Samir Naqqash (en hebreu סמיר נקאש, en àrab سمير نقاش; Bagdad, 1938 - Petah Tikva, 6 July 2004) fou un escriptor israelià en llengua àrab, que emigrà a Israel des d'Iraq a l'edat de 13 anys.

## Biografia
Samir Naqqash, nascut a Bagdad, era el gran dels sis fills d'una família jueva acomodada. Va anar a l'escola des dels 4 anys, i va aprendre a escriure als 6. Però la creació de l'Estat d'Israel i la reacció violenta dels àrabs contra els jueus arreu va fer gairebé impossible la continuïtat d'aquell estat de coses. Entre 1949 i 1951, els jueus iraquians van ser evacuats massivament cap a Israel, prèvia expropiació de tots els seus béns, i la família de Samir s'hi va sumar cap al final d'aquest procés, quan ell tenia 13 anys. Al país d'acollida es van haver de sotmetre a unes condicions de vida força més dures del que estaven acostumats en un centre d'absorció de "retornats". Dos anys més tard, el 1953, va morir el seu pare, cosa que el va afectar molt. Mai no es va trobar bé al seu nou país, de manera que, convençut d'abandonar Israel per trobar-se a si mateix, Naqqash va viure breument a Turquia, Iran, Líban, Egipte, Índia i el Regne Unit entre 1958 i 1962, fins que no va tenir més remei que tornar a Israel, on va exercir diversos oficis.
Els anys 1970, va estudiar a la Universitat Hebrea de Jerusalem, on es va graduar en Literatura àrab. La seva obra comprèn quatre novel·les, la primera publicada el 1984, cinc reculls de contes i tres guions. A les seves novel·les, Naqqash hi representa la consciència col·lectiva dels jueus de l'Iraq, que s'expressa en la ira pel terrible pogrom de juny del 1941 i pel fet de ser arrencats del seu mitjà natural i portats a un país nou, que encara no es trobava preparat per rebre'ls amb un mínim de dignitat. De fet, ell representava la memòria històrica dels jueus d'Iraq des de l'època de la conquesta àrab, sinó des del temps de Babilònia. Ell es considerava a si mateix un escriptor iraquià exiliat mentre vivia a Israel o a qualsevol altre país. Sempre va escriure en àrab, que era la seva llengua materna, i era un escriptor molt conegut a tots els Països Àrabs, i també entre la comunitat iraquiana d'Israel; en canvi, només una obra seva he estat traduïda a l'hebreu. Ara bé, amb la major part dels seus lectors potencials vivint en països que no reconeixen l'Estat d'Israel, Naqqash va patir la seva tragèdia personal dins de la tragèdia dels jueus iraquians. Naqqash guanyà el Premi del Primer Ministre d'Israel per a la Literatura Àrab.
Naqqash solia dir que era un àrab que creia en el judaisme. En el documental Forget Baghdad: Jews and Arabs – The Iraqi Connection (2002), va declarar que ell no havia volgut emigrar a Israel, però que li havia portat lligat de mans l'Agència Jueva. Mai no havia sentit que Israel fos casa seva, i es considerava un iraquià a l'exili, fins i tot maltractat pels jueus asquenazites, que consideraven "mals jueus" els mizrahim i mai no els van acollir ni integrar com als jueus europeus. Sempre va escriure i publicar en àrab perquè es considerava part integrant de la gran tradició del folklore i la literatura àrabs. Fins i tot se li havia criticat que el seu nom era àrab, però sempre va refusar de canviar-se'l, com és habitual que ho facin els immigrants jueus a Israel. Quan va morir, la comunitat iraqiana israeliana va intentar que fos soterrat a Iraq, al·legant que en vida s'havia dedicat més a Iraq que cap altre expatriat.
Naqqash estava casat, i tenia una filla i dos fills.